# Distrito de Ghorak
El Distrito de Ghorak se encuentra en la parte noroeste de la Provincia de Kandahar, Afganistán. Tiene fronteras con la Provincia de Helmand al Oeste; con la Provincia de Oruzgan y el Distrito de Naish al Norte; con el Distrito de Khakrez al Este y con el de Maywand al Sur. La población es de 8.600 personas (2006). La capital del Distrito es Ghorak, localizada en la parte más occidental del distrito.
- Datos: Q3694402